# Klopce, Dol pri Ljubljani
Klopce so kraj v občini Dol pri Ljubljani.